# Рековичи (станция)
Рекови́чи — станция 5-го класса Московской железной дороги на линии Брянск — Рославль. Находится в посёлке при станции Рековичи в Дубровском районе Брянской области, входящем в состав Рековичского сельского поселения.

## География
Рековичи расположены между станциями «Олсуфьево» и «Дубровка» на линии Брянск — Рославль.

## История
Железнодорожная станция основана в 1907 году; первоначально имела статус разъезда. Названа по одноимённому селу.
Одновременно с устройством разъезда возник и населённый пункт, ныне именуемый «железнодорожная станция Рековичи».